# 「黄金のバンタム」を破った男
『「黄金のバンタム」を破った男』（おうごんのバンタムをやぶったおとこ）は、百田尚樹によるファイティング原田の半生を綴ったノンフィクションスポーツ小説。

## テレビドラマ
『「黄金のバンタム」を破った男〜ファイティング原田物語〜』のタイトルで2014年2月22日にフジテレビ系列「土曜プレミアム」内で“2020年東京決定記念 大型シリーズ企画「1964－2020 時代の目撃者」第2弾”として放送された。放送時間は21:00〜23:10（JST）。

### キャスト
- 原田政彦（ファイティング原田） - 市原隼人[2]
- 原田ヨシ（政彦の母） - 伊藤蘭
- 原田サダエ（政彦の姉） - 内山理名
- ジムのボクサー達 - 村田諒太（特別出演）[3]、 八重樫東（特別出演）、 井上尚弥（特別出演）
- ポーン・キングピッチ（世界フライ級王者） - ブンシリ
- エデル・ジョフレ（世界バンタム級王者） - マキシモ・ブランコ
- 原田恒作（政彦の父） - 平田満
- 笹崎僙（笹崎ジム会長） - 片岡鶴太郎
- 土平ドンペイ、大鷹明良、森下能幸、四家秀治、山中崇史、柊子、久松信美、及川莉乃、竹本純平、ぶっちゃあ　ほか
- ナレーター - 目黒光祐

### スタッフ
- 原作 - 百田尚樹『「黄金のバンタム」を破った男』（PHP文芸文庫）
- 特別協力 - ファイティング原田ボクシングジム
- 脚本 - 龍居由佳里
- 演出 - 児玉宜久
- ボクシング指導 - サルトビ小山
- ボクシングコーディネート - 田端信之
- 医療指導 - 堀エリカ
- スタント - 岡けんじ
- 題字 - ミヤピーノ
- 映像提供 - 日本放送協会、一般社団法人記録映画保存センター、中日新聞社、東宝ステラ（日映アーカイブ）
- 技術協力 - バスク、エスブイエス、アップサイド
- 美術協力 - 京映アーツ
- 音響効果 - メディアハウスサウンドデザイン
- フジテレビ編成企画 - 小池秀樹
- プロデューサー - 椿宜和、 河添太、宮内貴子
- 製作著作 - 角川映画